# 학용품
학용품(學用品)은 학생이 학습과 학교 생활 등에서 사용하는 도구의 총칭이다. 문구 외에 신발, 의류, 가방, 악기 등 그 종류는 다양하다.